# Loibler Baba
Loibler Baba är ett berg i Österrike. Det ligger i den sydöstra delen av landet, 250 km sydväst om huvudstaden Wien. Toppen på Loibler Baba är 1 969 meter över havet.
Terrängen runt Loibler Baba är bergig västerut, men österut är den kuperad. Loibler Baba ligger uppe på en höjd som går i öst-västlig riktning. Närmaste större samhälle är Ferlach, 10,4 km norr om Loibler Baba. 
I omgivningarna runt Loibler Baba växer i huvudsak blandskog. Runt Loibler Baba är det ganska glesbefolkat, med 34 invånare per kvadratkilometer.